# Овесаркови
Овесарковите (Emberizidae) са семейство Врабчоподобни птици, чиято класификация все още не е утвърдена. Някои орнитолози отнасят повечето видове към Чинковите (Fringillidae), а няколко американски вида към Тангаровите (Thraupidae). В България се срещат следните родове и видове:
- род Emberiza – Овесарки
  - Emberiza caesia – Пепелява овесарка
  - Emberiza calandra – Сива овесарка
  - Emberiza cia – Сивоглава овесарка
  - Emberiza cirlus – Зеленогуша овесарка
  - Emberiza citrinella – Жълта овесарка
  - Emberiza hortulana – Градинска овесарка
  - Emberiza leucocephalos – Белоглава овесарка
  - Emberiza melanocephala – Черноглава овесарка
  - Emberiza pusilla – Малка овесарка
  - Emberiza rustica – Белогуша овесарка
  - Emberiza schoeniclus – Тръстикова овесарка
- род Calcarius
  - Calcarius lapponicus – Лапландска овесарка
- род Plectrophenax
  - Plectrophenax nivalis – Снежна овесарка